# The Illinois

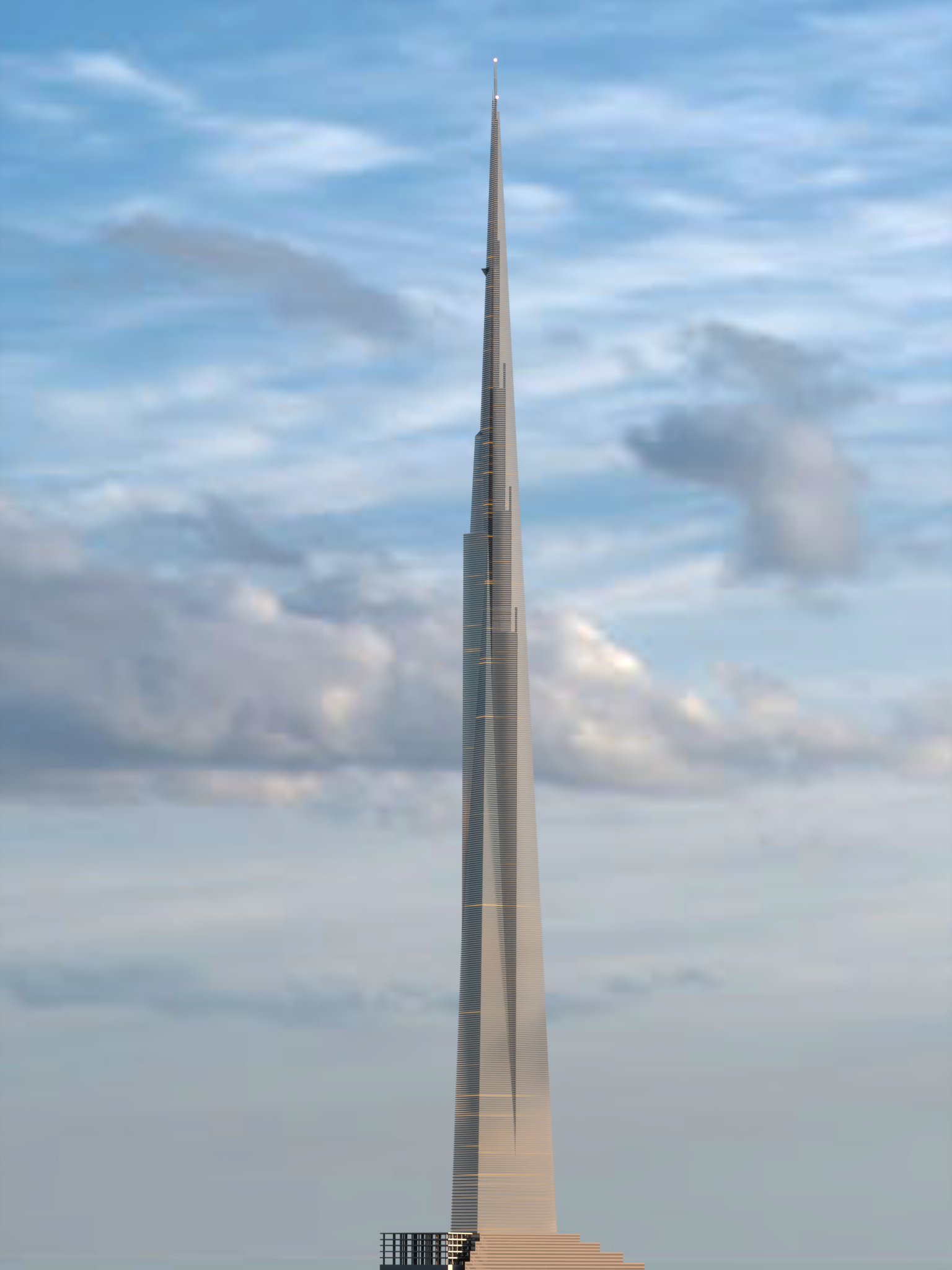
Modelo do The Illinois.

O The Illinois foi um arranha-céu planejado por Frank Lloyd Wright em 1956 e que seria construído em Chicago, mas que nunca saiu do papel. Se tivesse sido construído, o arranha-céu teria 1 739 metros (5,706 pés) de altura e 528 andares, e estaria no topo da lista das estruturas mais altas do mundo, sendo quatro vezes mais alto que o Empire State Building, e duas vezes mais alto que o edifício mais alto do mundo, o Burj Khalifa, cujo desenho se diz ter sido inspirado no The Illinois.